# Минский торговый колледж
Филиал БГЭУ «Минский торговый колледж (бел. Філіял БДЭУ «Мінскі гандлевы каледж») — филиал учреждения образования «Белорусский государственный экономический университет», осуществляющий подготовку специалистов в области экономики, торговли, права, общественного питания, расположенный в г. Минске.
Колледж даёт молодым людям отличную возможность успешного профессионального старта на рынке торговых отношений, в юридической сфере, в области общественного питания. Учащиеся проходят учебную практику на ведущих торговых предприятиях столицы (ОАО ЦУМ «Минск», ОАО «ГУМ», УП «Торговый дом «На Немиге», УП «Универмаг «Беларусь», «Бизнес центр «Столица», ООО «Санта Ритейл», ООО «Просторитейл»  и др.). Выпускники – специалисты в сфере торговли, экономики, юриспруденции и общественного питания – могут продолжить обучение в лучших белорусских вузах, расширяя тем самым перспективы продвижения по карьерной лестнице.
С 2005 года директором колледжа является Георгий Владимирович Космач.

## История
15 августа 1956 г. Совет Министров БССР принял постановление № 459 об основании Минского техникума советской торговли. 1 сентября 1957 г. первый набор учащихся (210 человек на дневное и 150 – на заочные отделения) приступил к получению среднего специального образования по специальностям «Товароведение» и «Производство продукции». Первый выпуск – 73 человека – состоялся в 1959 г.
Постепенно усложнялась структура учебного заведения, в 1980 г. было открыто отделение правоведения. 26 января 1981 г. техникум получил другое здание. Новый комплекс состоял из 49 кабинетов и лабораторий, оснащенных соответствующими своему времени средствами обучения, библиотеки, читального, спортивного, актового залов, лыжной базы, столовой. Это позволило увеличить прием учащихся более чем в два раза, постепенно дополнять и менять структуру техникума. В 1986 г. было открыто учетное отделение, впоследствии преобразованное в учетно-товароведческое, позднее – в учетно-правоведческое. В результате оно стало отделением бухгалтерского учета и права, на котором велась подготовка по специальностям «Бухгалтерский учет» и «Правоведение».

## Директора
1957-1964 – Вера Иосифовна Витушко
1964-1976 – Василий Иванович Попов
1976-1984 – Евгений Иванович Галенчик
1984-1999 – Надежда Григорьевна Лось
1999-2005 – Александр Кузьмич Легчилов
С августа 2005 г. – Георгий Владимирович Космач

## Названия филиала БГЭУ «Минский торговый колледж»
15 августа 1956 г. – Минский техникум советской торговли
с 2 августа 1993 г. – Минский торговый техникум
с 3 февраля 1997 г. – Минский государственный торговый колледж
с 3 февраля 2001 г. – УО «Минский государственный торговый колледж»
с 4 февраля 2015 г. – преобразован в филиал БГЭУ «Минский торговый колледж»

## Филиал БГЭУ «Минский торговый колледж» сегодня

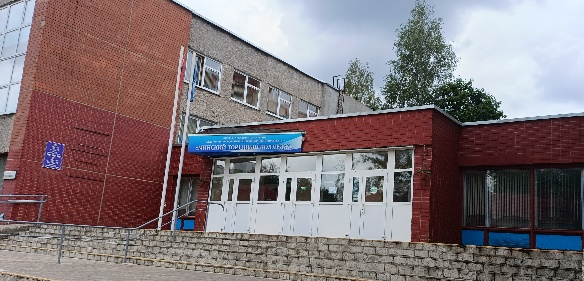
Здание колледжа по ул. Восточной, 2024 г.

В настоящее время в филиале БГЭУ «Минский торговый колледж» обучаются более 1700 человек, в том числе более 600 – в заочной форме получения образования.
Подготовка специалистов осуществляется по четырем специальностям: «Торговая деятельность», «Бухгалтерский учет, анализ и контроль», «Правоведение».  «Экономика и организация производства», «Производство продукции и организация общественного питания».
Общая численность сотрудников – 180 человек, из них 85 преподавателей, в том числе 1 кандидат биологических наук. Высшую квалификационную категорию имеют 54 человек, первую – 12, вторую – 12, без категории – 7. Все они обеспечивают качественную подготовку специалистов.
Практические навыки, учащиеся приобретают в ходе практик, которые проходят на базе ведущих предприятий торговли и общественного питания: ОАО «ЦУМ-Минск», ОАО «ГУМ», УП «Универмаг Беларусь», «Бизнес центр «Столица», ООО «Санта Ритейл», ООО «Просторитейл», ООО «Русгазпит», ОАО «ДОРОРС», ИУП «БелВиллесден», ОАО «Минотель» и другие.
Прохождение производственной практики учащимися специальности «Правоведение» организуется в различных органах государственного управления и адвокатуры: судах, РУВД районов г.Минска, Следственном комитете и др.
Материально-техническая база колледжа включает три учебных корпуса с 35 учебными кабинетами, 9 лабораториями, 5 компьютерными классами, методическим кабинетом. колледж располагает библиотекой с читальным залом, актовым и спортивным залами, стрелковым тиром, лыжной базой, столовой, буфетом, благоустроенным общежитием, медпунктом.
Учащиеся и сотрудники колледжа на регулярной основе осуществляют научно-исследовательскую деятельность, участвуют в творческих и профессиональных выставках, конкурсах международного и республиканского уровней. Среди достижений последних лет можно отметить дипломы I степени –международного конкурса профессионального мастерства «Martina» (Берлин); II степени – научно-творческого фестиваля «Есть идея» среди студентов государств участников СНГ (Баку); дипломы I, II, III степени Республиканского конкурса по экономике и предпринимательству «Лестница успеха»;  дипломы I, II, III степени Международного кулинарного кубка, Республиканской студенческой научно-практической конференции «Малый и средний бизнес как драйвер экономического роста»; международной научно–практической конференции студентов «Национальная экономика Республики Беларусь: проблемы и перспективы развития»; международного конкурса бизнес–проектов «StartUp–Кооперация» и др.
При колледже действуют объединения по интересам профессиональной направленности на базах практики. Общественная и воспитательная работа позволяет привить интерес к будущей профессии через конкурсы кулинарного мастерства, недели специалиста. Традиционными являются конкурсы: «Минута славы», «Мисс колледж», «Лучший блок» (в общежитии). Ежегодно проводится новогодний утренник для детей сотрудников, проходят встречи с опытными педагогами, ветеранами Великой Отечественной войны. На базе колледжа открыта экспозиция «Женщины – герои Советского союза».
Большое внимание уделяется в колледже физической культуре и спорту. Учащиеся занимаются в спортивных секциях, объединениях по интересам, участвуют в круглогодичной спартакиаде, весеннем и осеннем легкоатлетических кроссах, соревнованиях в Дни здоровья, эстафетах по военно-прикладным видам спорта, их достижения отмечены дипломами Республиканского смотр-конкурса технического и декоративно-прикладного искусства, проводимого Министерством образования. Инициаторами многих мероприятий выступают первичная организация БРСМ, волонтерский отряд «Доброе сердце», профсоюзный комитет.

## Знаменитые выпускники
Бондарь Юрий Павлович – белорусский политолог, государственный деятель. Министр культуры Республики Беларусь (2017-2020 гг.). С 2021 года – ректор Республиканского института высшей школы.
Байдак Валентин Иванович – белорусский государственный деятель, Министр торговли Республики Беларусь (8 августа 1994 г. – 28 ноября 1994 г.).
Швед Андрей Иванович – белорусский государственный деятель. С 2020 года – генеральный прокурор Республики Беларусь.
Кривеня Тадеуш Константинович – заместитель (с 1987 г. – первый заместитель) министра торговли БССР (1984-1995 гг.), президент Белорусской Ассоциации кулинаров (до 2007 г.).
Трущенко Юрий Владимирович – глава администрации Советского района г. Минска (2016-2020 гг.), заместитель председателя Мингорисполкома (2020-2022 гг.), заместитель генерального директора ОАО «Интеграл (с 2022 г.).
Мельник Юрий Константинович – начальник отдела, главный бухгалтер «Компания по развитию Китайско-Белорусского индустриального парка «Великий камень».
Корбан Федор Федорович – директор ОАО «ЦУМ Минск» (2008 -2015 гг.), заместитель начальника отдела ОАО «ЦУМ Минск» (с 2017 г.).
Кравченко Григорий Григорьевич – заместитель директора ОАО «ЦУМ Минск» (2002-2008 гг.).
Синяк Андрей Павлович – директор комплекса общественного питания отелей «Виктория» КУП «Бизнес-центр “Столица”» (2006 – 2021гг.).

## Награды и поощрения
В 2010, 2011, 2012, 2017 гг. колледж был занесен на доску почёта Советского района как лучшее учебное заведение.
За многолетнюю, успешную подготовку кадров и воспитание учащихся коллектив награждался Почетными грамотами Национального собрания Республики Беларусь, Минского городского совета депутатов, Министерства образования Республики Беларусь, Министерства торговли Республики Беларусь, Патриаршего Экзарха всея Беларуси.

## Филиал БГЭУ «Минский торговый колледж» в социальных сетях
- Telegram
- Вконтакте
- Instagram
- Facebook